# Abd al-Karim al-Kabariti
Abd al-Karim Alawi al-Kabariti, arab. ‏عبد الكريم الكباريتي‎ (ur. 1949) – jordański polityk, premier Jordanii w latach 1996–1997.

## Życiorys
Ukończył studia w zakresie biznesu i finansów na St. Edward's University w Austin w Teksasie. W wyborach parlamentarnych w Jordanii w 1989 uzyskał mandat deputowanego. W rządzie Mudara Badrana w latach 1989–1991 był ministrem turystyki, następnie od 1992 do 1993 – ministrem pracy, a od stycznia 1995 do lutego 1996 – ministrem spraw zagranicznych.
W lutym 1996 został premierem Jordanii po zdymisjonowaniu Zajda ibn Szakira. Sprawował równocześnie obowiązki ministra spraw zagranicznych i ministra obrony Jordanii. Kontynuował politykę poprzednika, likwidując zgodnie z zaleceniami Międzynarodowego Funduszu Walutowego dopłaty do cen żywności. Polityka oszczędnościowa, uderzająca w uboższe warstwy społeczne, doprowadziła w 1996 do protestów, gdy podrożały ceny chleba. Wystąpienia te zostały stłumione przez siły porządkowe. W marcu 1997 al-Kabaritiego zastąpił na urzędzie premiera Abd as-Salam al-Madżali. W tym samym roku były premier Jordanii został prezesem zarządu Jordan Kuwait Bank.
W 1999 al-Kabariti został szefem Dworu Królewskiego. Na stanowisku tym pozostał do stycznia 2000. Nadal opowiadał się za liberalizacją jordańskiej gospodarki i z tego powodu popadł w konflikt z premierem Abd ar-Ra’ufem ar-Rawabidą, który był jej przeciwny. Kilkumiesięczny spór zakończył się odejściem al-Kabaritiego ze stanowiska; wkrótce po nim zdymisjonowany został także premier, a nowy szef rządu Ali Abu ar-Raghib podzielał ekonomiczne poglądy al-Kabaritiego. 
W 2005 wszedł do jordańskiego Senatu.